# 刘化文
刘化文（1969年10月—），男，汉族，吉林农安人，中华人民共和国政治人物，中国共产党党员，在职研究生学历，第十三届全国人民代表大会吉林地区代表。

## 生平
早年任东北高速公路股份有限公司总经理助理兼吉林分公司经理、四平市人民政府市长助理（下派锻炼）、东北高速公路股份有限公司总经理助理、中共双辽市委副书记、市长等职务。
2010年4月，任中共四平市委常委，吉林省援藏干部总领队、中共日喀则地委副书记。2013年7月，任吉林省民政厅副厅长。2015年7月，任中共白城市委常委、常务副市长，同年11月任中共白城市委副书记。
2016年11月，任中共通化市委副书记，市政府副市长、代市长，隔年1月当选为市长。2018年2月24日，当选为第十三届全国人大代表。2019年3月，任吉林省市场监督管理厅厅长。2021年7月，任吉林省财政厅厅长。2023年4月，转任吉林省人民政府党组成员、省政府办公厅党组书记。2025年4月，辞去第十四届全国人大代表职务。